# Боснийско-хорватские отношения
Боснийско-хорватские отношения — двусторонние дипломатические отношения между Боснией и Герцеговиной (БиГ) и Хорватией. Протяжённость государственной границы между странами составляет 956 км.

## История
24 января 1992 года Хорватия признала независимость Боснии и Герцеговины, а 7 апреля этого же года Босния и Герцеговина ответила взаимностью. 7 июля 1992 года страны установили официальные дипломатические отношения, а 21 июля 1992 года подписали соглашение о взаимной дружбе и сотрудничестве, когда Югославские войны были в самом разгаре. БиГ и Хорватия подписали 111 различных договоров: от создания дипломатических представительств и заканчивая разрешением пограничных споров.
С начала 1990-х годов БиГ и Хорватия были вовлечены в Югославские войны, вооружённые конфликты, последовавшие за распадом Социалистической Федеративной Республики Югославия на пять суверенных государств: Босния и Герцеговина, Хорватия, Республика Македония, Словения и Союзная Республика Югославия. Хорваты, босняки и сербы (включая боснийских хорватов и боснийских сербов) сражались друг против друга в гражданской войне. Большинство сражений произошло на территории Боснии и Герцеговины, где хорваты провозгласили создание Хорватской республики Герцег-Босна. После окончания боевых столкновений БиГ и Хорватия сохранили ту же границу, что и во время существования Югославии. В 1995 году были подписаны Дейтонские соглашения: Босния и Герцеговина была разделена на две части, где проживали в основном представители трех народов: Республика Сербская (для сербов) и Федерация Боснии и Герцеговины (для босняков и хорватов). По данным Всемирной книги фактов ЦРУ 7 269 хорватских беженцев по-прежнему проживают в Боснии и Герцеговине, а всего в стране насчитывается 131 600 внутренне перемещённых лиц. В 2009 году член Президиума Боснии и Герцеговины Харис Силайджич подверг критике Дейтонские соглашения и их результаты.
По состоянию на 2009 год между БиГ и Хорватией не был подписан договор об экстрадиции граждан, это привело к тому, что многие обвиняемые бежали в соседнюю страну и получили там гражданство, тем самым избежав наказания. Согласно данным правительства Боснии и Герцеговины четырнадцать человек приговоренных к смертной казни проживают на территории Хорватии. Однако правительства обеих стран продолжают попытки достичь консенсуса и подписать договор об экстрадиции преступников.

## Проблемы раздела наследства Югославии

### Проблемы раздела имущества
Соглашение от 2001 года насчет затруднений преемника Югославии предусматривает билатеральное соглашение о реституции определённого имущества на территории Хорватии, которое включает в себя автомобильные заправки, отели (такие как комплекс Гидроградня в Башка Вода) и активы портов Шибеник и Плоче, стоимость которых оценивается в порядка 10 миллиардов евро. 64 таких объекта были зарегистрированы в Сербской Республике и 78 в субъекте Федерации; Государственного реестра не имеется ни одного. Переговоры о двустороннем соглашении длились вплоть до 2012, когда они прекратились в следствии с нежеланием Хорватии согласиться с Сербской стороной насчет владения ей имуществом на бессрочной перспективе. В 2018 Хорватия ввела закон о распоряжении государственным имуществом, разрешающий сдавать такого рода имущество в аренду на льготных условиях и на срок до 30 лет. Это вызвало обеспокоенность со стороны БиГ.

### Наказание завоенные преступления
Кооперация между прокуратурами двух стран должна быть усилена, дабы обеспечить желаемый результат в плане борьбы с безнаказанностью за военные преступления. Хорватия де-факто уклоняется от сотрудничества с БиГ по делам в которых фигурирует вина хорватов.

### Экстрадиция
В мае 2009 Босния и Герцеговина и Хорватия прекратили исполнение договора т.к куча осужденных бегут в другую страну и приобретают второе гражданство, дабы не подвергаться экстрадиции вовсе. В числе их Огнен Шимич, хирург из Риеки, осужденный на 9 лет за получение взятки и Анте Елавич, бывший председатель президиума БиГ, осужденный в Хорватии на 9,5 лет за злоупотребление должностными полномочиями в Банке Герцеговины в Мостаре, а также прочие. Ссылаясь на Правительство Боснии и Герцеговины 14 человек признанных осужденными в той же самой Боснии проживают в Хорватии в самоизгнании. Обе страны заключили соглашение о заключении подобного беглеца в тюрьму на срок к которому они были приговорены в их родной стране без их согласия (в варианте статус-кво требуется согласие беглеца, которое обычно не дается).

## Демография
Боснийские хорваты (544 780 чел. на момент 2013 г.) составляют ~15 % от населения страны и ~22 % от Федеральной Организации, где живёт около 90 % от хорватов. Также их большинство в четырёх из десяти Федеральных кантонов. Ссылаясь на хорватскую перепись населения в 2021 году, около 109 тысяч человек имеют помимо хорватского ещё и другое гражданство и большинство из них боснийцы проживающие в Хорватии. «Босняков Хорватии» насчитывается примерно 24 тысячи на момент переписи того же года (0.6 %). А ещё в Хорватии работает наименьшее количество боснийских сербов.
Обе стороны не имеют соглашения о двойном гражданстве, и соответственно, статистики по числу людей имеющих его не имеется. Обращаясь к МВД Хорватии можно получить данные о получении вида на жительство Боснии и Герцеговины 384,631 гражданином Хорватии июлем 2019 года. Также в Боснии активно практикуются Хорватские президентские выборы и выборы в парламент Хорватии. Так например на выборах президента Хорватии 2019-2020 гг. на избирательных участках в Республике Боснии и Герцеговине приняли участие 35,547 хорватских граждан, и около 22,000 на июльских Хорватских парламентских выборах 2020 г.
Очень много Хорватских политиков были рождены в Боснии, в числе их:
● Мэр Загреба Милан Бандич из города Груд;
● Министр Обороны Гойко Шушак из города Широки Бриег;
● Министр Обороны Йозо Радош из города Сеоница;;
● Министр Иностранных Дел Мария Пейчинович-Бурич из Мостара;
● Министр Иностранных Дел Гордан Грлич-Радман из города Присойе;
● Министр Финансов Иван Шукер из Ливно;
● Министр Экономики Любо Юршыч из Ружичей;
● Министр Экономики Давор Филиппович из Сараево;
● Министр Здравоохранения и Ведомства по Делам Ветеранов Юрай Нявро из Неума;
● Министр Науки, Образования и Спорта Драган Приморач из города Баня Лука;
● Депутаты парламента Нино Распудич (г. Мостар), Невенко Барбарич (г. Клобук), Даниэл Спаич (г. Жепче), Любица Максимчук (г. Теслич), Радое Видович (г. Фойница), Перо Чосич (г. Широки Бриег).
Причем некоторые из них внесли широкий политический вклад в отношении не только Хорватии, но и Республики Боснии и Герцеговины, включая:
● Божо Любич с Узаричи, Министр коммуникаций БиГ (2007-2009 гг.), член парламента Хорватии.
● Зельяна Зовко с Мостара, амбассадор Боснии, а позже член Европейского парламента от Хорватии.
Министр Иностранных Дел Республики Боснии и Герцеговины Бисера Туркович был рожден в городе Сисак, Хорватия.
(Раздел требует добавления ссылок и проверки на возможные неточности, а также орфографические и пунктуационные ошибки)

## Торговля
В 2007 году экспорт в Боснию и Герцеговину составил 14,4 % от общего объёма Хорватии, что сделало эту страну пятым по величине торговым партнером Загреба. В 2007 году объём товарооборота между странами составил сумму 2 517 млн. долларов США (3,64 млрд. конвертируемых марок 13,63 млрд. хорватской куны), что на 32 % превысило показатели прошлого года.

## Дипломатические представительства
- Босния и Герцеговина имеет посольство в Загребe[15], в котором также есть её главное консульство. Текущим представителем Боснии и Герцеговины в Хорватии является Азра Калайджисалович.
- У Хорватии имеется посольство в Сараево[16] и 6 консульств в городах Сараево, Баня Лука, Мостар, Ливно, Витязь, Тузла (Главное из которых также расположено в Сараево). Текущим амбассадором Хорватии в Боснии и Герцеговине является Иван Саболич.